# Matilde Coral
Matilde Coral, eigentlich Matilde Corrales González (* 22. Juni 1935 in Triana, Sevilla), ist eine spanische Flamenco-Tänzerin. Ihr Künstlername Coral ist eine poetische Abwandlung des Familiennamens Corrales. Als Tänzerin und Lehrerin ist sie eine der herausragenden, stilbildenden Persönlichkeiten des Flamenco.

## Leben
Ihr Vater sah in ihr ein Talent als Sängerin und schrieb sie in der Akademie von Adelita Domingo ein. Bald jedoch entwickelte sie ein stärkeres Interesse für den Tanz und wechselte zur Schule von Eloísa Albéniz. Ihre ersten Schritte lernte sie bei der Tochter, später widmete sich die Mutter Albéniz ihrer Ausbildung. Ihre ersten professionellen Auftritte hatte sie 1951 in der Kompanie von La Niña de los Peines und Pepe Pinto. 1954 wurde sie Mitglied im Flamenco-Ensemble des neu eröffneten Cortijo El Guajiro in Sevilla. 1958 wechselte sie nach Madrid. Im dortigen Tablao Zambra lernte sie den Tanzstil von Rosa Durán kennen. Von dort wechselte sie in das Duende, wo sie ihre professionelle Ausbildung unter Obhut von dessen Eigentümerin Pastora Imperio vollendete. Dort entwickelte sich eine spannende künstlerische Rivalität mit Trini España: „Vor Trini España hatte ich Angst und sie vor mir“, charakterisierte sie diese Beziehung. Danach wechselte sie in die Kompanie von José Greco.
1964 trat sie mit einer Zambra-Gruppe beim Welt-Festival in New York auf. Im selben Jahr trat sie in der Antología dramática del Flamenco unter der Regie von Manuela Vargas im Pariser Théâtre des Nations auf sowie in Rom mit José de la Vegas Vorführung El Flamenco. In den 1960er Jahren wurde sie mit ihren ersten Auszeichnungen geehrt: 1965 gewann sie den Wettbewerb von Córdoba, 1967 den Premio Juana la Macarrona in Mairena del Alcor jeweils mit ihrer Interpretation der Alegría.
1973 schuf Matilde Coral in der Fernsehdokumentation A través del flamenco von Claudio Guerín einige beispielhafte Interpretationen von Alegrías. Für diese Aufzeichnungen nahm sie regelmäßig an den Flamenco-Begegnungen teil, die Radio Sevilla wöchentlich ausstrahlte. Bei jenen Treffen reifte in ihr die Idee, Neues zu schaffen. Mit ihrem Ehemann Rafael el Negro und mit El Farruco bildete sie ein Trio, Los Bolecos. Gemeinsam mit Farrucos Sohn, José Antonio el Farruquito, traten sie im Dezember 1969 zum Debüt im Hotel Luz Sevilla auf. Es folgten drei Jahre gemeinsamer Auftritte im Tablao La Cochera in Sevilla. Ferner präsentierten sie ihre choreografischen Neuschöpfungen in den madrilenischen Tablaos El Café de Chinitas und Los Castaneros sowie auf den großen jährlichen Festivals in Andalusien. In jenen Jahren begleiteten hauptsächlich Martín Revuelo die Gruppe mit seinem Gesang und Manolo Domínguez mit seiner Gitarre. Bekannte und gefeierte Auftritte aus jener Zeit waren ein Taranto, in dem sie eine Rauferei darstellten, sowie eine Reihe von Alegrías zu Versen von Antonio Murciano. Thematisch herausragend war die Choreografie Preciosa y el aire zu Versen von Federico García Lorca, Rafael Alberti und Miguel Hernández. Die Darbietung brachte sie in Misskredit bei der Polizei der Franco-Diktatur, die in jener Zeit ihre letzten Schläge austeilte. Beim Publikum jedoch ernteten Los Bolecos frenetischen Applaus für ihre Auftritte. 1973 verließ Farruco die Gruppe, um sich ganz der künstlerischen Betreuung seines Sohnes Farruquito zu widmen.
Während der 1970er Jahre erhielt Matilde Coral weitere Auszeichnungen:
- 1970 mit Los Bolecos den Premio Nacional de Baile de la Cátedra de Flamencología von Jerez de la Frontera;
- 1973 La Llave de Oro[11] del Baile Flamenco von Radio Sevilla;
- 1979 erneut den Premio Nacional de Baile de la Cátedra de Flamencología von Jerez de la Frontera.

Ihr erstes großes Projekt Auflösung von Los Bolecos war die Darbietung Arte flamenco de Matilde Coral, mit der sie 1975 auf dem Festival von Sevilla auftrat. Zu ihrem Ensemble gehörten Loli Flores, Carmen Montiel, Carmen Juan, María Oliveros, Teresa Luna, Rafael el Negro, El Mimbre, Francisco Luque, Chiquetete, Romerito, Manuel Mairena, Manolo Limón, Rafael Mendiola, El Poeta und Manolo Franco. Das Stück gewann den Premio Itálico für die beste Flamenco-Show des Jahres. Anschließend tourte es durch verschiedene andalusische Städte, wurde danach jedoch nicht mehr aufgeführt. 1979 wurde sie als Lehrerin für spanischen Tanz an die Escuela da Arte Dramático y Danza in Córdoba berufen. Seitdem widmete sie sich fast ununterbrochen der Ausbildung von Tänzerinnen und Tänzern. Ihre Bühnenauftritte fanden nur noch sporadisch statt; dabei konzentrierte sie sich auf bedeutende Veranstaltungen wie die Biennale von 1984 in Sevilla, den Congreso Nacional de Actividades Flamencas von 1985 in Huelva und den nationalen Wettbewerb von 1986 in Córdoba.
Nach Arte flamenco de Matilde Coral sollten 11 Jahre vergehen, bevor Matilde Coral wieder mit einem großen Stück an die Öffentlichkeit ging: Im Mai 1987 präsentierte sie das Ballett Algarabía in Sevilla. Es war ihr erster Versuch, ein offizielles andalusisches Ballett zu gründen, unter der Schirmherrschaft und mit finanzieller Unterstützung der autonomen Region. Ein weiterer Anlauf in dieser Hinsicht war zwei Jahre später die Gründung der Escuela de Baile Andaluz. Sie selbst und Juan Morilla wählten die 33 Tänzerinnen und Tänzer aus und bestimmten Ana María Bueno und Diego Llori für die Hauptrollen. Das Eröffnungsprogramm von 1989 bestand aus Fantasía de Carmen nach Georges Bizet und Sinfonía Sevillana nach Joaquín Turina. Die Serie von Tanznummern fand den Beifall der Verehrer von Matilde Coral und Juan Morilla; das Ziel, von öffentlichen Institutionen unterstützt zu werden, erreichten sie damit jedoch nicht.
Weitere öffentliche Auftritte folgten 1992 bei der Feier zur Hommage an Antonio Mairena und beim Festival del Cante de las Minas in La Unión 2003. Weitere bedeutende Ehrungen, mit denen sie ausgezeichnet wurde, sind unter anderem:
- Die Auszeichnung sie beim Potaje Gitano in Utrera 1983;
- die Goldmedaille der Stadt Sevilla 1985;
- die Nominierung als Trianera des Jahres 1988;
- die Goldmedaille der Stadt Nîmes 1994;
- der Compás de Cante 1996;
- die Auszeichnung bei der Semana de Estudios Flamencos in Jaén 1999;
- die Auszeichnung bei der Biennale von Sevilla 2000;
- der Premio Demófilo 2000;
- die Goldmedaille von Andalusien 2001.

## Stil und Wirken als Lehrerin
Der Kritiker José Luis Navarro García hebt die weibliche Eleganz ihrer Bewegungen hervor. Ihr Flamencokleid nutze sie gewissermaßen wie eine Erweiterung ihres eigenen Körpers. Mit der gleichen Natürlichkeit und Eleganz setze sie ihre Arme und Hände ein. Ihr Tanz sei majestätisch, feierlich, von jener behenden Langsamkeit, die das Publikum teils sprachlos macht und teils zu leidenschaftlichen Olé-Rufen hinreißt. Ihr Tanz sei gewissermaßen die Quintessenz weiblichen Tanzes: mit betontem Einsatz der Arme und Hände, mit markantem, jedoch niemals schrillem Schlag. Dieser Stil sei in der ganzen Flamenco-Gemeinschaft als der sevillanische Stil bekannt, und das sei das Verdienst von Matilde Coral. Es sei ihre Akademie in Triana, in der dieser Stil gelehrt und hochgehalten werde.
Zu ihren Schülern gehören Cristina Hoyos, Pepa Montes, Rubén Olmo, Manolo Marín, José Galván, Aurora Vargas, Ricardo Miño, Amador Rojas, Eduardo Leal und Patricia Vela.

## Familie
Matilde Coral ist verheiratet mit dem Tänzer Rafael el Negro. Sie hat drei Kinder: Rafael, Rocío und María.

## Veröffentlichungen
- Una vida de arte y magisterio. Madrid 2003.